# Вида Буковинова
Вижте пояснителната страница за други личности с името Вида.
Вида Димова Буковинова е българска историчка, етнографка, фолклористка; кандидат на историческите науки (днес: доктор по история), заслужил краевед, почетен член на Съюза на краеведите в България, на Литературния клуб в Бургас „Артпиерия“. От 2017 година почетен гражданин на Бургас (Докладна записка на Общински съвет Бургас № 08-006628-13 10 2017 г.;).(1) От 2019 г-Почетен член на Съюза на Българския есперантски съюз.

## Биография
Родена е в странджанското село Граматиково, Малкотърновско, през 1937 г. Шесто дете в семейството.
Завършва гимназия в Малко Търново, а след това в София – съкратен курс за пощенски кадри. Работи като началник на пощата в Граматиково. Завършва медицинския техникум в гр. Бургас, работи в НХК, детски ясли, Онкологичния диспансер.
Докато е медицинска сестра, задочно завършва Софийския държавен университет (1977), специалност история и философия. Трудовата ѝ дейност продължава в Бургаския музей, където дочаква пенсия. Обект на нейните изследвания са темите в областта на
етнографията, етногенезиса на странджанския фолклор; народна медицина и история на медицината; изследва народните обичаи и вярвания на
българите;проучва българския национален въпрос в Одринска Тракия; история на предприятията и други. Събира и публикува хумор, като се подписвя с псевдонима Буковида; хоби е писането на белетристика, където се подписва с псевдоним Веда Парорийска; Ива над 450 научни и научнопопулярни статии; редактор на книги и сборници.
От 2001 година е преподавател ва Енорийското училище при катедрален храм "Св. св. Кирил и Методий „Бургас. В съавторство с доктор, доцент отец Захарий Дечев и учителката по история Милка Бихлюмова написват и издават научни помагала за неделните църковни училища; научен ърководител на православни ученически експедиции в Странджа (2001 – 2012 г.).
Защитава дисертация по проблемите на националноосвободителните борбата в Одринска Тракия след Освобождението (1988).

## Научна дейност
Публикации
- над 50 научни публикации, повече от 400 популярни и научно популярни статии
- десетки научни доклади на национални и регионални конференции, симпозиуми

Научни експедиции
Научен ръководител на православно-краеведски ученически експедиции в селата Корово, Калово, Близнак и Стоилово (2002 – 2013).